# Clitocybe festivoides
Clitocybe festivoides är en svampart som beskrevs av Lamoure 1972. Clitocybe festivoides ingår i släktet Clitocybe och familjen Tricholomataceae.   Inga underarter finns listade i Catalogue of Life.